# Darjeeling s ručením omezeným
Darjeeling s ručením omezeným (v anglickém originále The Darjeeling Limited) je americká road-movie z roku 2007. Režisérem filmu je Wes Anderson. Hlavní role ve filmu ztvárnili Owen Wilson, Adrien Brody, Jason Schwartzman, Anjelica Huston a Waris Ahluwalia.

## Obsazení
| Owen Wilson        | Francis Whitman         |
| Adrien Brody       | Peter Whitman           |
| Jason Schwartzman  | Jack Whitman            |
| Anjelica Huston    | sestra Patricia Whitman |
| Waris Ahluwalia    | číšník                  |
| Amara Karan        | Rita                    |
| Natalie Portman    | Jackova bývalá          |
| Wallace Wolodarsky | Brendan                 |
| Bill Murray        | obchodník               |